# Камо но Тьомей
Камо но Тьомей (яп. 鴨長明, かものちょうめい; 1155 (?) — 27 липня 1216) — японський аристократ, поет, письменник і музикант кінця періоду Хей'ан — початку періоду Камакура.

## Короткі відомості
Тьомей народився близько 1155 року у Кіото, у сім'ї Камо Накацуґу, головного священника столичного синтоїстського святилища Сімоґамо. У юності хлопець навчався японської поезії вака у Сюн'е, сина поета Мінамото но Тосійорі, а також грі на біві у митця Накахара но Аріясу. У 30 років Тьомей був ушанований почестю написати один вірш до Імператорської збірки «Збірки тисячі японських пісень» (1187) і був прийнятий до кола придворних поетів. З 1200 року він став регулярно брати участь у поетичних змаганнях столичної аристократії, на яких шліфував свою майстерність.
У 1201 році екс-Імператор Ґо-Тоба відновив Центр японської поезії, до якого одним зі службовців було призначено Тьомея. Завдяки цьому останній отримав нагоду співпрацювати із відомими поетами того часу, такими як Фудзівара но Тейка і Фудзівара но Ієтака. Тьомей працював у центрі з раннього ранку до пізньої ночі, тому його заповзятість була помічена екс-Імператором, який спробував влаштувати його на батькову посаду священника святилища Камо. Однак родичі поета, на чолі з Камо но Сукекане, виступили проти і не допустили реалізації цього задуму. Через це 1207 року 50-річний Тьомей впав у відчай і прийняв чернечий постриг. Після цього він усамітнився у місцевості Охара на півночі столиці, а згодом, за протекцією свого знайомого Фудзівари но Наґатіки, оселився у монастирі Хокайдзі, в місцевості Хіно, на півдні столиці. Там він звів для себе квадратну келію, в якій жив до своєї смерті 27 липня 1216 року.
За час перебування у Хіно Тьомею вдалося відвідати Камакуру і побувати на аудієнції з сьоґуном Мінамото но Санетомо, а також написати один з шедеврів японської літератури «Записки з келії». Окрім них він встиг упорядкувати поетичну збірку «Безіменні записки» (1211), оповідання на буддистську тематику у «Збірці пробудження» (1215). Перу поета також належала авторська поетична антологія «Збірка Камо Тьомея» (1181) і 10 віршів Імператорської антології «Нової збірки старих і нових японських пісень» (1205).

## Українські переклади
На українську мову Степаном Левинським перекладено поему «Ґоджьокі: (Хатина буддійського самітника)».